# FC Twente in het seizoen 1973/74
Het seizoen 1973-1974 was het negende jaar in het bestaan van de Nederlandse voetbalclub FC Twente. De Tukkers kwamen uit in de Nederlandse Eredivisie, namen deel aan het toernooi om de KNVB beker en hadden zich door een derde plaats in de competitie van het seizoen 1972/73 gekwalificeerd voor de UEFA Cup.

## Selectie
Spitz Kohn was voor het tweede seizoen hoofdtrainer van FC Twente. Assistent-trainer was Jan Morsing. Kohn moest het dit seizoen zonder de tweeling René en Willy van de Kerkhof doen, die een contract hadden getekend bij PSV. De Joegoslavische reservekeeper Zoran Mišić was teruggekeerd naar zijn geboorteland. Ferry Pirard was overgegaan naar Heracles. Middenvelder Benno Huve was afgekeurd en had zijn voetballoopbaan beëindigd.
Met de ontvangen vergoeding voor de transfer van de gebroeders Van de Kerkhof werd actief gehandeld op de spelersmarkt. Van N.E.C. werd Frans Thijssen aangetrokken, van SC Cambuur Johan Zuidema. Keeper Henny Ardesch kwam van FC Den Haag en aanvaller Jan Streuer keerde terug na een jaar verhuurd te zijn aan FC Groningen. Bij het Duitse VfB Stuttgart werd voorhoedespeler Dieter Schwemmle losgeweekt. Bij amateurvereniging VV C.E.C. uit Emmer-Compascuum werd Henk Lodenstein weggehaald.
FC Twente startte het seizoen met Piet Schrijvers op doel, Kees van Ierssel, aanvoerder Epi Drost, Willem de Vries en Kalle Oranen in de achterhoede, Frans Thijssen, Kick van der Vall en René Notten op het middenveld en Dieter Schwemmle, Jan Jeuring en Theo Pahlplatz als aanvallers. Langdurige blessures van Jeuring en Drost leidden ertoe dat Van Ierssel de plek van Drost centraal in de verdediging innam, Notten naar de rechtsbackpositie verhuisde en Eddy Achterberg de vrijgekomen plek op het middenveld innam. Van Ierssel nam tevens de aanvoerdersband over. Als spits werd Johan Zuidema opgesteld. De terugkeer van Jeuring zorgde ervoor dat Schwemmle zijn vaste basisplaats verloor.
In mindere mate werd er een beroep gedaan op reservedoelman Henny Ardesch, Harry Bruggink, Roel Brinks en Jan Streuer.
Voorzitter Cor Hilbrink was in juni 1973 op 54-jarige leeftijd aan een hartaanval overleden. Hij was opgevolgd door Jan Masman. Manager Henk Olijve, die net als Hilbrink een belangrijke rol had gespeeld bij het ontstaan en de opkomst van FC Twente, kwam op 23 februari 1974 om het leven bij een auto-ongeval.

## Seizoensverloop
Na het vorig seizoen een derde plaats in de competitie te hebben gehaald en een plek in de halve finale van de UEFA Cup, stond FC Twente voor de moeilijke opgave de status van Nederlandse topclub te bevestigen. Een verlies tegen FC Utrecht in de tweede competitieronde temperde de hoge verwachting enigszins, maar daarna ging Twente steeds beter draaien. In Amsterdam werd Ajax op een 1-1-gelijkspel gehouden. Na tien wedstrijden stond Twente op een derde plek in de competitie, op twee punten van Ajax en op één punt van Feyenoord. Op de helft van de competitie was Feyenoord gepasseerd en stond enkel Ajax nog voor op Twente. Een week later kwamen de Tukkers zelfs in punten gelijk met de Amsterdammers. De thuiswedstrijden tegen Feyenoord en Ajax en de uitwedstrijd tegen PSV eindigden vervolgens in een gelijkspel, waardoor Twente na 21 wedstrijden naar een vierde plek gezakt was. Hierna kwam het elftal weer in een winning mood en werd enkel puntverlies geleden in een uitwedstrijd tegen FC Den Haag.
Op vier wedstrijden voor het einde van de competitie met evenveel punten als Feyenoord, maar een slechter doelsaldo, stond FC Twente op de tweede plaats. Ajax (op drie punten) en PSV (op acht punten) waren op een beslissende achterstand gezet. Zowel Twente als Feyenoord wonnen de twee volgende wedstrijden, waardoor het onderlinge duel in stadion De Kuip in de voorlaatste competitieronde van beslissende waarde kon worden voor het landskampioenschap. Op 5 mei 1974 besliste Theo de Jong voor 67.000 toeschouwers de wedstrijd en het kampioenschap door een kwartier voor het einde 3-2 te scoren, het eerste verlies voor Twente in 31 wedstrijden. Door een veel slechter doelsaldo was het voor Twente niet meer mogelijk Feyenoord op de laatste speeldag in te halen. De laatste wedstrijd werd thuis tegen AZ'67 met 2-5 verloren.
Twente eindigde het seizoen met 54 punten, verkregen door 23 overwinningen, acht gelijke spelen en drie nederlagen. Het eindigde met twee punten achterstand op kampioen Feyenoord en respectievelijk drie en vijf punten voorsprong op Ajax en PSV. Clubtopscorer werd Johan Zuidema, met vijftien doelpunten. Kick van der Vall kwam tot twaalf, Frans Thijssen tot elf. Met 27 tegendoelpunten had Twente de minst gepasseerde verdediging van de Eredivisie. De tweede plaats was het beste resultaat in het negenjarig bestaan van de club.
| 5 |

| 8 |

| 9 |

| 8 |

| 5 |

| 7 |

| 5 |

| 5 |

| 5 |

| 3 |

| 3 |

| 3 |

| 3 |

| 3 |

| 3 |

| 2 |

| 2 |

| 2 |

| 2 |

| 3 |

| 4 |

| 3 |

| 3 |

| 2 |

| 2 |

| 3 |

| 3 |

| 2 |

| 2 |

| 2 |

| 2 |

| 2 |

| 2 |

| 2 |

| winst | gelijk | verlies |

| 5 |

| 8 |

| 9 |

| 8 |

| 5 |

| 7 |

| 5 |

| 5 |

| 5 |

| 3 |

| 3 |

| 3 |

| 3 |

| 3 |

| 3 |

| 2 |

| 2 |

| 2 |

| 2 |

| 3 |

| 4 |

| 3 |

| 3 |

| 2 |

| 2 |

| 3 |

| 3 |

| 2 |

| 2 |

| 2 |

| 2 |

| 2 |

| 2 |

| 2 |

| winst | gelijk | verlies |

In het toernooi om de KNVB beker reikte Twente tot de derde ronde, waarin het thuis met 2-0 werd uitgeschakeld door Ajax. In de tweede ronde was VVV verslagen en in de eerste ronde was Twente als Eredivisieploeg vrijgesteld.
In de UEFA Cup werden achtereenvolgens Dundee FC uit Schotland (3-1 en 4-2) en Panachaiki uit Griekenland (1-1 en 7-0) uitgeschakeld. In de derde ronde was het Engelse Ipswich Town FC met 1-0 en 2-1 tweemaal te sterk voor FC Twente.

## Wedstrijdstatistieken

### Eredivisie 1973/74
| | |               | | |
| 12 augustus 1973 | FC Twente | 2 - 1 (2 - 1) | Haarlem                                                                                               | Opstelling FC Twente: |
| Stadion Het Diekman 11.500 toeschouwers Gerard Jonker | René Notten 15' Theo Pahlplatz 25' |               | 9' André Wetzel                                                                                       | Schrijvers, Van Ierssel, Drost, De Vries, Oranen, Thijssen, Van der Vall, Notten, Schwemmle, Jeuring (71' Achterberg), Pahlplatz (65' Zuidema)    |
| - De nieuwe aankopen Frans Thijssen, Dieter Schwemmle en Johan Zuidema maakten hun debuut voor FC Twente. | |               | | |
| | |               | | |
| 19 augustus 1973 | FC Utrecht | 3 - 2 (2 - 0) | FC Twente                                                                                             | Opstelling FC Twente: |
| Stadion Galgenwaard 14.000 toeschouwers Henk Pijper | John Steen Olsen 18' Karel Bonsink 25' Leo van Veen 70'                                                                                     |               | 57' Dieter Schwemmle 63' Kick van der Vall                                                            | Schrijvers, Van Ierssel, Drost, De Vries, Oranen, Thijssen, Van der Vall, Notten, Schwemmle, Jeuring, Pahlplatz                                   |
| | |               | | |
| 2 september 1973 | FC Twente | 1 - 1 (0 - 0) | PSV                                                                                                   | Opstelling FC Twente: |
| Stadion Het Diekman 17.500 toeschouwers Frans Derks | Frans Thijssen 57' |               | 74' Willy van der Kuijlen                                                                             | Schrijvers, Van Ierssel, Drost, De Vries, Oranen, Thijssen, Van der Vall, Notten, Schwemmle (59' Achterberg), Jeuring, Pahlplatz                  |
| | |               | | |
| 8 september 1973 | AFC Ajax | 1 - 1 (1 - 0) | FC Twente                                                                                             | Opstelling FC Twente: |
| Stadion De Meer 29.000 toeschouwers Theo Boosten | Johnny Rep 33' |               | 74' Theo Pahlplatz                                                                                    | Schrijvers, Van Ierssel, Drost, De Vries, Oranen (20' Achterberg), Thijssen, Van der Vall, Notten, Schwemmle (60' Zuidema), Jeuring, Pahlplatz    |
| - Voor het eerst in drie jaar leed Ajax op eigen terrein puntverlies in de competitie. | |               | | |
| | |               | | |
| 15 september 1973 | FC Twente | 3 - 0 (1 - 0) | MVV                                                                                                   | Opstelling FC Twente: |
| Stadion Het Diekman 10.000 toeschouwers Arie van Gemert | Dieter Schwemmle 18' Kick van der Vall (p) 53' Kick van der Vall 63'                                                                        |               | | Schrijvers, Van Ierssel, Drost, De Vries, Notten, Thijssen, Van der Vall, Achterberg, Schwemmle, Jeuring (67' Zuidema), Pahlplatz                 |
| | |               | | |
| 23 september 1973 | De Graafschap | 0 - 0         | FC Twente                                                                                             | Opstelling FC Twente: |
| De Vijverberg 12.500 toeschouwers Jan Keizer | |               | | Schrijvers, Van Ierssel, Drost, De Vries, Oranen, Thijssen, Van der Vall, Notten, Schwemmle, Jeuring (46' Zuidema), Pahlplatz                     |
| | |               | | |
| 29 september 1973 | FC Twente | 3 - 0 (1 - 0) | Sparta                                                                                                | Opstelling FC Twente: |
| Stadion Het Diekman 8.000 toeschouwers Charles Corver | Dieter Schwemmle 36' Kick van der Vall (p) 53' Eddy Achterberg 88'                                                                          |               | | Schrijvers, Van Ierssel, Drost, De Vries, Oranen, Thijssen, Van der Vall, Notten, Schwemmle (60' Achterberg), Jeuring (70' Zuidema), Pahlplatz    |
| | |               | | |
| 7 oktober 1973 | Telstar | 0 - 0         | FC Twente                                                                                             | Opstelling FC Twente: |
| Sportpark Schoonenberg 6.000 toeschouwers Ben Hoppenbouwer | |               | | Schrijvers, Notten, Drost, De Vries, Oranen, Thijssen, Van der Vall, Achterberg (46' Bruggink), Schwemmle, Zuidema, Pahlplatz                     |
| | |               | | |
| 14 oktober 1973 | FC Twente | 2 - 0 (1 - 0) | FC Den Haag                                                                                           | Opstelling FC Twente: |
| Stadion Het Diekman 10.500 toeschouwers Joop Vervoort | Frans Thijssen 40' Eddy Achterberg 49' |               | | Schrijvers, Van Ierssel, Drost (70' Bruggink), De Vries, Oranen, Thijssen, Van der Vall, Notten (70' Zuidema), Schwemmle, Achterberg, Pahlplatz   |
| | |               | | |
| 21 oktober 1973 | Roda JC | 0 - 2 (0 - 0) | FC Twente                                                                                             | Opstelling FC Twente: |
| Sportpark Kaalheide 7.000 toeschouwers Arie van Gemert | |               | 78' Kick van der Vall 89' Johan Zuidema                                                               | Schrijvers, Achterberg, Van Ierssel, De Vries, Oranen, Thijssen, Van der Vall, Notten, Schwemmle, Jeuring (53' Zuidema), Pahlplatz                |
| | |               | | |
| 28 oktober 1973 | FC Twente | 3 - 2 (1 - 1) | FC Groningen                                                                                          | Opstelling FC Twente: |
| Stadion Het Diekman 10.000 toeschouwers Bart Ram | René Notten 20' Johan Zuidema 57' René Notten 59'                                                                                           |               | 43' Jaap Bos 48' Jaap Bos                                                                             | Schrijvers, Achterberg, Van Ierssel, De Vries, Oranen, Thijssen, Van der Vall, Notten, Schwemmle, Zuidema, Pahlplatz                              |
| | |               | | |
| 3 november 1973 | FC Amsterdam | 2 - 3 (0 - 1) | FC Twente                                                                                             | Opstelling FC Twente: |
| Olympisch Stadion 12.000 toeschouwers Jan Keizer | Jan Fransz 65' Nico Jansen 87' |               | 36' Johan Zuidema 59' Johan Zuidema 90' Johan Zuidema                                                 | Schrijvers, Notten, Van Ierssel, De Vries, Oranen, Thijssen, Van der Vall, Achterberg, Schwemmle, Zuidema, Pahlplatz                              |
| - In de 60e minuut miste Harry Bücker van FC Amsterdam een strafschop. | |               | | |
| | |               | | |
| 23 november 1973 | FC Twente | 2 - 0 (1 - 0) | N.E.C.                                                                                                | Opstelling FC Twente: |
| Stadion Het Diekman 7.500 toeschouwers Charles Corver | Johan Zuidema 44' Willem de Vries 71' |               | | Schrijvers, Notten, Van Ierssel, De Vries, Oranen, Thijssen, Van der Vall, Achterberg, Schwemmle, Zuidema, Pahlplatz                              |
| | |               | | |
| 9 december 1973 | NAC | 0 - 2 (0 - 1) | FC Twente                                                                                             | Opstelling FC Twente: |
| NAC-Stadion 10.000 toeschouwers Theo Boosten | |               | 13' Frans Thijssen 75' Frans Thijssen                                                                 | Schrijvers, Notten, Van Ierssel, De Vries, Oranen, Thijssen, Van der Vall, Achterberg, Schwemmle, Zuidema, Pahlplatz                              |
| | |               | | |
| 22 december 1973 | AZ'67 | 0 - 1 (0 - 0) | FC Twente                                                                                             | Opstelling FC Twente: |
| Alkmaarderhout 11.000 toeschouwers Leo van der Kroft | |               | 56' Johan Zuidema                                                                                     | Schrijvers (75' Ardesch), Bruggink, Van Ierssel, De Vries, Oranen, Thijssen, Van der Vall, Notten, Schwemmle, Zuidema (..' Brinks), Pahlplatz     |
| | |               | | |
| 26 december 1973 | Go Ahead Eagles | 0 - 1 (0 - 0) | FC Twente                                                                                             | Opstelling FC Twente: |
| De Adelaarshorst 17.000 toeschouwers Frans Derks | |               | 56' Frans Thijssen                                                                                    | Ardesch, Notten, Van Ierssel, De Vries, Oranen, Thijssen, Van der Vall, Achterberg, Schwemmle (70' Brinks), Zuidema, Pahlplatz                    |
| | |               | | |
| 6 januari 1974 | Haarlem | 1 - 2 (1 - 0) | FC Twente                                                                                             | Opstelling FC Twente: |
| Haarlemstadion 10.000 toeschouwers Jan Beck | Piet van den Berg 40' |               | 47' Eddy Achterberg 54' Eddy Achterberg                                                               | Ardesch, Notten, Van Ierssel, Bruggink, Oranen, Thijssen, Van der Vall, Achterberg, Schwemmle, Zuidema, Pahlplatz                                 |
| | |               | | |
| 13 januari 1974 | FC Twente | 2 - 0 (1 - 0) | FC Utrecht                                                                                            | Opstelling FC Twente: |
| Stadion Het Diekman 11.500 toeschouwers Theo Boosten | Kick van der Vall 30' René Notten 81' |               | | Schrijvers, Notten, Van Ierssel, De Vries, Oranen, Thijssen, Van der Vall, Achterberg, Schwemmle, Zuidema, Pahlplatz                              |
| - Doordat Ajax het eerste verlies leed in deze competitie (uit tegen FC Amsterdam), kwam FC Twente in punten gelijk met de koploper. Feyenoord was op één punt achterstand derde, PSV op twee punten achterstand vierde. | |               | | |
| | |               | | |
| 20 januari 1974 | FC Twente | 1 - 1 (1 - 1) | Feyenoord                                                                                             | Opstelling FC Twente: |
| Stadion Het Diekman 22.000 toeschouwers Leo van der Kroft | Johan Zuidema 38' |               | 38' Wim van Hanegem                                                                                   | Schrijvers, Notten, Van Ierssel, De Vries, Oranen, Thijssen, Van der Vall, Achterberg (..' Bruggink), Schwemmle, Zuidema, Pahlplatz               |
| - FC Twente kwam op een 1-0-voorsprong, maar in dezelfde minuut maakte Feyenoord gelijk. Door het gelijke spel kwam er voor Twente een einde aan een zegereeks van tien wedstrijden op rij. | |               | | |
| | |               | | |
| 27 januari 1974 | PSV | 1 - 1 (0 - 1) | FC Twente                                                                                             | Opstelling FC Twente: |
| Philips Stadion 18.500 toeschouwers Jan Keizer | Bent Schmidt-Hansen 70' |               | 4' Johan Zuidema                                                                                      | Schrijvers, Notten, Van Ierssel, De Vries, Oranen, Thijssen, Van der Vall, Achterberg, Schwemmle (84' Brinks), Zuidema, Pahlplatz                 |
| | |               | | |
| 3 februari 1974 | FC Twente | 0 - 0 (0 - 0) | AFC Ajax                                                                                              | Opstelling FC Twente: |
| Stadion Het Diekman 24.500 toeschouwers Arie van Gemert | |               | | Schrijvers, Notten, Van Ierssel, De Vries, Oranen, Thijssen, Van der Vall, Achterberg, Schwemmle (65' Jeuring), Zuidema, Pahlplatz                |
| - Een strafschop van Kick van der Vall werd in de 63e minuut gestopt door Ajax-doelverdediger Heinz Stuy. In de eerste helft was een glaszuiver doelpunt van Jan Mulder door scheidsrechter Van Gemert afgekeurd. De drie gelijke spelen op rij tegen directe concurrenten zorgden ervoor dat FC Twente van een tweede naar een vierde plaats op de ranglijst zakte. Ajax had twee punten voorsprong, Feyenoord en PSV beiden een. | |               | | |
| | |               | | |
| 10 februari 1974 | MVV | 0 - 1 (0 - 0) | FC Twente                                                                                             | Opstelling FC Twente: |
| Geusselt 13.700 toeschouwers Jan Beck | |               | 50' Kick van der Vall                                                                                 | Schrijvers, Notten, Van Ierssel, De Vries, Oranen, Thijssen, Van der Vall, Achterberg, Schwemmle (76' Drost), Zuidema, Pahlplatz (42' Jeuring)    |
| | |               | | |
| 17 februari 1974 | FC Twente | 7 - 0 (3 - 0) | De Graafschap                                                                                         | Opstelling FC Twente: |
| Stadion Het Diekman 13.700 toeschouwers Henk Pijper | Kick van der Vall 4' Dieter Schwemmle 39' Willem de Vries 42' Frans Thijssen 66' Kick van der Vall 71' Jan Jeuring 78' Dieter Schwemmle 82' |               | | Schrijvers, Van Ierssel, Drost, De Vries, Oranen, Thijssen, Van der Vall, Notten, Schwemmle, Zuidema, Pahlplatz (63' Jeuring)                     |
| - Aanvoerder Chris de Vries van De Graafschap kreeg in de 57e minuut een rode kaart nadat hij Dieter Schwemmle een kopstoot gaf. | |               | | |
| | |               | | |
| 3 maart 1974 | Sparta | 1 - 2 (0 - 0) | FC Twente                                                                                             | Opstelling FC Twente: |
| Het Kasteel 15.000 toeschouwers Frans Derks | Willy Kreuz 86' |               | 53' Johan Zuidema 55' Frans Thijssen                                                                  | Schrijvers, Notten, Van Ierssel, Drost, Oranen (26' Bruggink), Thijssen, Van der Vall, Achterberg (77' Schwemmle), Pahlplatz, Zuidema, Jeuring    |
| | |               | | |
| 10 maart 1974 | FC Twente | 3 - 1 (1 - 1) | Telstar                                                                                               | Opstelling FC Twente: |
| Stadion Het Diekman 11.500 toeschouwers Joop Vervoort | Johan Zuidema 24' Jan Jeuring 72' Theo Pahlplatz 74'                                                                                        |               | 8' Wietze Couperus                                                                                    | Schrijvers, Van Ierssel, Drost, De Vries, Oranen, Thijssen (77' Achterberg), Van der Vall, Notten, Zuidema, Jeuring (46' Schwemmle), Pahlplatz    |
| | |               | | |
| 17 maart 1974 | FC Den Haag | 0 - 0         | FC Twente                                                                                             | Opstelling FC Twente: |
| Zuiderpark Stadion 10.000 toeschouwers Jan Beck | |               | | Schrijvers, Van Ierssel, Drost, De Vries, Oranen, Thijssen, Van der Vall, Notten (75' Schwemmle), Zuidema, Achterberg, Pahlplatz                  |
| | |               | | |
| 24 maart 1974 | FC Twente | 1 - 0 (0 - 0) | Roda JC                                                                                               | Opstelling FC Twente: |
| Stadion Het Diekman 11.000 toeschouwers Piet van Gastel | Kick van der Vall 64' |               | | Schrijvers, Notten, Van Ierssel, De Vries, Oranen, Thijssen, Van der Vall, Achterberg, Schwemmle, Zuidema, Pahlplatz                              |
| - Door een nederlaag van Ajax (3-1 uit tegen PSV) en overwinningen van FC Twente en Feyenoord kwamen de drie ploegen allen op 44 punten. De respectievelijke doelsaldi gaven na 27 speelronden de doorslag: +55 voor Ajax, +48 voor Feyenoord en +33 voor Twente. De achterstand van PSV op het drietal was vijf punten, FC Amsterdam volgde op acht punten.                                                                       | |               | | |
| | |               | | |
| 30 maart 1974 | FC Groningen | 1 - 2 (0 - 1) | FC Twente                                                                                             | Opstelling FC Twente: |
| Stadion Oosterpark 12.000 toeschouwers Bart Ram | Peter Eimers 49' |               | 30' Theo Pahlplatz 79' Theo Pahlplatz                                                                 | Schrijvers, Notten, Van Ierssel, De Vries (50' Bruggink), Oranen, Thijssen, Van der Vall, Achterberg, Jeuring, Zuidema, Pahlplatz                 |
| - Ajax verspeelde in de laatste vijf minuten van de wedstrijd tegen Go Ahead Eagles een 2-0-voorsprong (uitslag 2-2), en werd daardoor op de ranglijst voorbijgestevend door zowel Feyenoord als FC Twente. | |               | | |
| | |               | | |
| 7 april 1974 | FC Twente | 2 - 0 (2 - 0) | FC Amsterdam                                                                                          | Opstelling FC Twente: |
| Stadion Het Diekman 15.000 toeschouwers Arie van Gemert | Frans Thijssen 2' Johan Zuidema 43' |               | | Schrijvers, Notten, Van Ierssel, De Vries, Oranen, Thijssen, Van der Vall, Achterberg, Zuidema, Jeuring, Pahlplatz (22' Streuer)                  |
| | |               | | |
| 15 april 1974 | N.E.C. | 0 - 2 (0 - 1) | FC Twente                                                                                             | Opstelling FC Twente: |
| De Goffert 13.000 toeschouwers Leo van der Kroft | |               | 44' Willem de Vries 90' Kick van der Vall (p)                                                         | Schrijvers, Notten, Van Ierssel, De Vries, Oranen, Thijssen, Van der Vall, Achterberg, Zuidema, Jeuring, Schwemmle (68' Streuer)                  |
| - Terwijl FC Twente en Feyenoord de wedstrijden bleven winnen, leed Ajax een 1-0-verlies in een uitwedstrijd tegen De Graafschap. Ajax kwam hierdoor op drie punten achterstand van de twee koplopers. Jan Jeuring kreeg in deze wedstrijd een gele kaart. | |               | | |
| | |               | | |
| 21 april 1974 | FC Twente | 2 - 1 (1 - 0) | Go Ahead Eagles                                                                                       | Opstelling FC Twente: |
| Stadion Het Diekman 16.000 toeschouwers Frans Derks | Theo Pahlplatz 14' Johan Zuidema 77' |               | 61' Eddy Bakker                                                                                       | Schrijvers, Notten, Van Ierssel, De Vries, Oranen, Thijssen, Van der Vall, Achterberg, Zuidema, Jeuring (49' Schwemmle), Pahlplatz (66' Bruggink) |
| | |               | | |
| 28 april 1974 | FC Twente | 5 - 2 (3 - 1) | NAC                                                                                                   | Opstelling FC Twente: |
| Stadion Het Diekman 15.000 toeschouwers Gerrit Berrevoets | Johan Zuidema 18' Frans Thijssen 20' Frans Thijssen 40' Eddy Achterberg 49' Kees van Ierssel 75'                                            |               | 13' Tom Smits 65' Bertus Quaars                                                                       | Schrijvers, Drost, Van Ierssel, De Vries, Notten, Thijssen, Van der Vall, Achterberg, Zuidema, Jeuring, Pahlplatz                                 |
| - NAC-verdediger Ad Bakker kreeg in de 85e minuut een rode kaart. | |               | | |
| | |               | | |
| 5 mei 1974 | Feyenoord | 3 - 2 (1 - 1) | FC Twente                                                                                             | Opstelling FC Twente: |
| Stadion Feijenoord 67.000 toeschouwers Charles Corver | Peter Ressel 19' Jørgen Kristensen 60' Theo de Jong 71'                                                                                     |               | 24' Kick van der Vall 69' Frans Thijssen                                                              | Schrijvers, Notten, Van Ierssel, De Vries (81' Schwemmle), Oranen, Thijssen, Van der Vall, Achterberg (50' Drost), Zuidema, Jeuring, Pahlplatz    |
| - Na in een reeks van 30 wedstrijden ongeslagen te zijn geweest, verloor FC Twente de uitwedstrijd tegen Feyenoord. Dit duel was bepalend voor het landskampioenschap van seizoen 1973/74. Vooraf hadden beide ploegen evenveel punten. Door de winst en door een veel beter doelsaldo was Feyenoord na deze wedstrijd niet meer te achterhalen voor FC Twente. Eddy Achterberg kreeg een gele kaart.                              | |               | | |
| | |               | | |
| 12 mei 1974 | FC Twente | 2 - 5 (1 - 2) | AZ'67                                                                                                 | Opstelling FC Twente: |
| Stadion Het Diekman 10.500 toeschouwers Ben Hoppenbouwer | Johan Zuidema 2' Dieter Schwemmle (p) 88'                                                                                                   |               | 43' Kristen Nygaard 45' Ruud Suurendonk 70' Kees Kist 77' Adriaan Hoogesteger 85' Adriaan Hoogesteger | Schrijvers, Van Ierssel, Drost, De Vries, Oranen, Thijssen, Van der Vall, Notten, Zuidema, Jeuring (10' Schwemmle), Pahlplatz                     |
| | |               | | |

### KNVB beker 1973/74
| |                                        |               |                                 | |
| 10 november 1973 | FC Twente                              | 2 - 0 (1 - 0) | FC VVV                          | Opstelling FC Twente: |
| Stadion Het Diekman 2.500 toeschouwers Egbert Mulder | Willem de Vries 7' Eddy Achterberg 75' |               |                                 | Schrijvers, Notten, Van Ierssel, De Vries, Oranen, Thijssen, Van der Vall, Achterberg, Schwemmle, Zuidema, Pahlplatz                   |
| - Door de overwinning op eerstedivisionist VVV bekerde FC Twente door naar de derde ronde. Voor de eerste ronde waren alle ploegen uit de Eredivisie vrijgeloot. |                                        |               |                                 | |
| |                                        |               |                                 | |
| 23 februari 1974 | FC Twente                              | 0 - 2 (0 - 0) | AFC Ajax                        | Opstelling FC Twente: |
| Stadion Het Diekman 15.000 toeschouwers Charles Corver |                                        |               | 50' Johnny Rep 58' Pim van Dord | Schrijvers, Van Ierssel, Drost, De Vries (Achterberg), Oranen, Thijssen, Van der Vall, Notten, Schwemmle (Jeuring), Zuidema, Pahlplatz |
| - Door het verlies tegen Ajax reikte Twente dit seizoen tot de derde ronde (laatste 16) in het bekertoernooi.                                                    |                                        |               |                                 | |
| |                                        |               |                                 | |

### UEFA Cup 1973/74
| | |               |                                                     | |
| 19 september 1973 | Dundee FC | 1 - 3 (0 - 1) | FC Twente                                           | Opstelling FC Twente: |
| Dens Park 11.210 toeschouwers Svein Inge Thime | George Stewart 57' |               | 30' Eddy Achterberg 59' Jan Jeuring 76' Jan Jeuring | Ardesch, Van Ierssel, Drost, De Vries, Oranen, Thijssen, Van der Vall, Notten, Achterberg, Jeuring, Pahlplatz (Zuidema)                 |
| - Doelverdediger Piet Schrijvers was geschorst en werd vervangen door Henny Ardesch.                                                                   | |               |                                                     | |
| | |               |                                                     | |
| 3 oktober 1973 | FC Twente | 4 - 2 (2 - 1) | Dundee FC                                           | Opstelling FC Twente: |
| Stadion Het Diekman 12.500 toeschouwers Pablo Sánchez Ibáñez                                                                                           | Kick van der Vall 2' Eddy Achterberg 11' Johan Zuidema 51' Johan Zuidema 81'                                                                 |               | 43' Dave Johnston 64' Jock Scott                    | Ardesch, Van Ierssel, Drost (33' Zuidema), De Vries, Oranen, Thijssen, Van der Vall, Notten, Achterberg, Schwemmle, Pahlplatz           |
| - Kick van der Vall miste in de 31e minuut een strafschop. Door de beide overwinningen bekerde FC Twente door naar de tweede ronde.                    | |               |                                                     | |
| | |               |                                                     | |
| 24 oktober 1973 | Panachaiki | 1 - 1 (1 - 1) | FC Twente                                           | Opstelling FC Twente: |
| Panachaiki Stadion 12.000 toeschouwers Nicolae Petriceanu                                                                                              | Kostas Davourlis (p) 18' |               | 24' Frans Thijssen                                  | Ardesch, Achterberg, Van Ierssel, De Vries, Oranen, Thijssen, Van der Vall, Notten, Schwemmle, Zuidema, Pahlplatz (Streuer)             |
| | |               |                                                     | |
| 7 november 1973 | FC Twente | 7 - 0 (0 - 0) | Panachaiki                                          | Opstelling FC Twente: |
| Stadion Het Diekman 11.500 toeschouwers Heinz Einbeck                                                                                                  | Theo Pahlplatz 50' Theo Pahlplatz 57' Theo Pahlplatz 58' Johan Zuidema 60' Theo Pahlplatz 64' Kick van der Vall (p) 68' Kees van Ierssel 70' |               |                                                     | Schrijvers, Notten, Van Ierssel, De Vries, Oranen, Thijssen, Van der Vall, Achterberg, Schwemmle, Zuidema, Pahlplatz                    |
| - Met zeven doelpunten in een tijdsbestek van twintig minuten besliste Twente de confrontatie met Panachaiki en plaatste het zich voor de derde ronde. | |               |                                                     | |
| | |               |                                                     | |
| 28 november 1973 | Ipswich Town FC | 1 - 0 (0 - 0) | FC Twente                                           | Opstelling FC Twente: |
| Portman Road 18.918 toeschouwers Michal Jursa | Trevor Whymark 80' |               |                                                     | Schrijvers, Notten, Van Ierssel, De Vries, Oranen, Thijssen, Van der Vall, Achterberg, Schwemmle, Zuidema, Pahlplatz                    |
| | |               |                                                     | |
| 12 december 1973 | FC Twente | 1 - 2 (0 - 0) | Ipswich Town FC                                     | Opstelling FC Twente: |
| Stadion Het Diekman 20.000 toeschouwers Rudolf Scheurer                                                                                                | Jan Streuer 81' |               | 57' Peter Morris 71' Bryan Hamilton                 | Schrijvers, Notten, Van Ierssel, De Vries, Oranen, Thijssen, Van der Vall (Streuer), Achterberg, Schwemmle (Brinks), Zuidema, Pahlplatz |
| - Door het dubbele verlies tegen Ipswich Town kwam FC Twente niet verder dan de derde ronde (laatste 16).                                              | |               |                                                     | |
| | |               |                                                     | |

Ajax ·
FC Amsterdam ·
AZ '67 ·
Feyenoord ·
Go Ahead Eagles ·
De Graafschap ·
FC Groningen ·
FC Den Haag-ADO ·
Haarlem ·
MVV ·
NAC ·
N.E.C. ·
PSV ·
Roda JC ·
Sparta ·
Telstar ·
FC Twente '65 ·
FC Utrecht